# シナミア・ククリヒメ
シナミア・ククリヒメ (Sinamia kukurihime) は日本から産出した、絶滅した淡水魚の一種である。属名 Sinamia（シナミア）は「支那のアミア」を意味し、種小名 kukurihime（ククリヒメ）は白山比咩神社に祀られている菊理媛神に因み名付けられた。

## 産状
本種の化石は白山周辺にある石川県白峰村の桑島化石壁から産出し、中生代前期白亜紀（約1億3000万年前；ベリアシアン–オーテリビアン）に当たる、手取層群石徹白亜層群（いとしろ あそうぐん）の淡水性堆積物の中から見出された。
手取層群の魚類化石は1987年に桑島化石壁から発見された歯骨以来、岐阜県荘川村の大黒谷層からシナミア属の断片的な化石が知られていた。魚類ではセミオノートゥス目セミオノートゥス科レピドーテス属、パキコルムス属パキコルムス科の化石も共産する。2002年までに300点近いガノイン鱗が見つかっていた。

## 形態

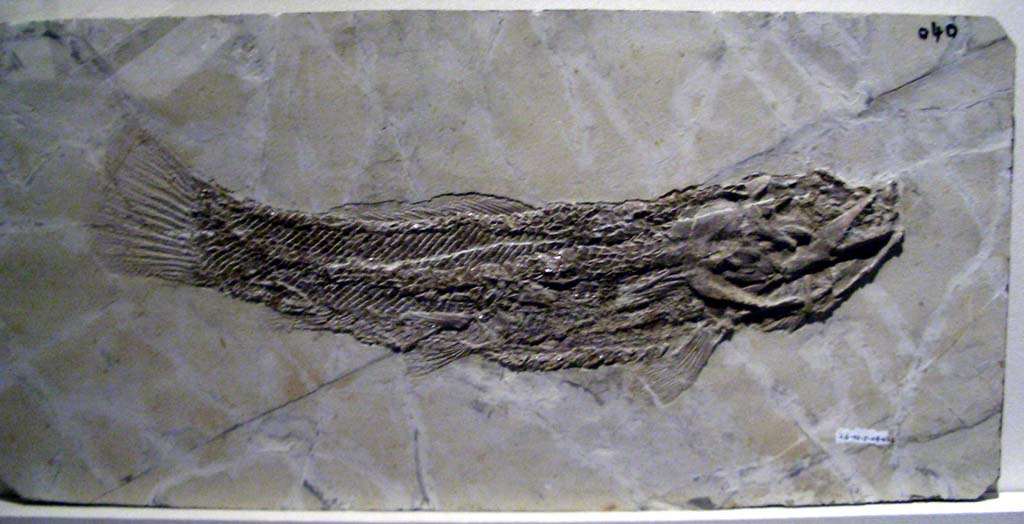
同属別種 (Sinamia sp.) の化石。

推定全長は60 cm（センチメートル）で、これまで発見されたシナミア属魚類の中では最長。現生のものでは北アメリカ大陸の川や湖に生息しているアミア・カルヴァと外観が似ている。シナミア科魚類の特徴である、頭頂骨が1対ではなく1つであること、体がガノイン鱗で覆われることが認められる。
舌顎骨（頭骨に鰓蓋と下顎骨をつり下げている骨）の形状のほか、前鰓蓋骨や上擬鎖骨の形状、前頭骨の感覚管開孔の大きさが同属の他6種と異なることで識別される。
| 種名             | 前頭骨表面 surface of frontal | 前頭骨の感覚管開孔 pores of sensory canal of frontall | 眼窩 concavity of orbit of frontal | 左右前頭骨の縫合 suture between right and left frontals | 皮翼耳骨表面 surface of the dermopterotic | 上顎骨の後関節突起 anterior articular process of maxilla | 前鰓蓋骨の弓なり preopercle crescent-shaped | 上擬鎖骨 supracleithrum | 鱗後縁 posterior margin of scales |
| ---------------- | ----------------------------- | ----------------------------------------------------- | ---------------------------------- | ------------------------------------------------------- | ----------------------------------------- | -------------------------------------------------------- | ------------------------------------------- | ----------------------- | --------------------------------- |
| S. kukurihime    | 滑らか                        | 比較的大きい                                          | 浅い                               | やや波状                                                | 滑らか                                    | 長く頑丈                                                 | 狭い                                        | 靴べら状                | 滑らか                            |
| S. liaoningensis | 滑らか                        | 小さい                                                | 浅い                               | やや波状                                                | 滑らか                                    | -                                                        | 深い                                        | 背側が窪む              | 滑らか                            |
| S. zdanskyi      | 明瞭な稜あり                  | 小さい                                                | 深い                               | やや波状                                                | 稜や皺あり                                | より小さい                                               | 深い                                        | 背側が腹側より幅広い    | 滑らかまたは鋸歯縁                |
| S. chinhuaensis  | 稜あり                        | -                                                     | 深い                               | まっすぐ                                                | 稜や皺あり                                | -                                                        | 狭い                                        | -                       | 鋸歯縁                            |
| S. poyangica     | 皺あり                        | -                                                     | 深い                               | まっすぐ                                                | 稜や皺あり                                | -                                                        | 深い                                        | 頑丈                    | 鋸歯縁                            |
| S. huananensis   | -                             | -                                                     | 深い                               | まっすぐ                                                | -                                         | -                                                        | 狭い                                        | -                       | 滑らか                            |
| S. luozigouensis | -                             | -                                                     | -                                  | -                                                       | -                                         | -                                                        | -                                           | -                       | 滑らか                            |

## 発見
1987年から2013年にかけ、石川県白山市の桑島化石壁より市民らが発掘した41点の化石を北九州市立自然史博物館の藪本美孝（よしたか）学芸員が調査したところ、厚さ1 mm（ミリメートル）弱、長さ7 mm 前後の鱗の化石などがあり、シナミア科の淡水魚の特徴と一致した。舌顎骨の化石も見つかり、これまで中国の白亜紀の地層から見つかっていた6種のシナミア属のものと形状が異なることから、新種と断定された。
そして2014年10月1日発行の日本古生物学会の国際学術誌 Paleontological Research に論文が掲載され、Sinamia kukurihime の学名がつけられた。また、同日記者会見が行われた。シナミア属の化石が中国以外で確認されたのは初のことである。日本における新種の発見は東アジアの白亜紀にシナミア科魚類が広く生息・多様化していたことを示している。
新種発見に際し、白山恐竜パーク白峰にて公開されている。